# Бростерман, Алла Давидовна
Алла Давидовна Бростерман (род. 1 апреля 1943) — российская пианистка, концертмейстер. Заслуженная артистка Российской Федерации (2010).
Родилась в Приморском крае, в семье Давида Семёновича Бростермана (1907—2002). Выпускница Кишинёвской консерватории (Институт искусств имени Г. Музическу) по классу профессора Е. С. Зака (1966). В 1968—1976 годах работала в Молдавском государственном театре оперы и балета, была концертмейстером народной артистки СССР Марии Биешу. С 1976 года — в Ленинградском Малом театре оперы и балета.
С 1989 года — ведущий концертмейстер Мариинского театра. Была ответственным концертмейстером на постановках опер «Дон Карлос», «Отелло», «Мадам Баттерфлай», «Тоска», «Скупой рыцарь», «Сила судьбы», «Аида», «Турандот», «Травиата», «Самсон и Далила», «Норма», «Симон Бокканегра». Концертмейстер Пасхального фестиваля. В 2012 году стала лауреатом Санкт-Петербургского общества зрителей «Театрал».